# La Petite Sirène (comédie musicale)
Pour les articles homonymes, voir La Petite Sirène (homonymie).
La Petite Sirène est une comédie musicale produite par les studios Disney et créée le 26 juillet 2007 au Ellie Caulkins Opera House de Denver. Il s'agit de l'adaptation scénique pour Broadway du film d'animation éponyme La Petite Sirène sorti en 1989.

## Historique
Le film a d'abord été adapté sous forme de spectacle, mêlant comédiens, danseurs et poupées géantes dont des audio-animatronics, pour les parcs Disney en 1992 : Voyage of the Little Mermaid a été présenté aux Disney-MGM Studios en Floride.
En raison du succès du spectacle La Belle et la Bête, présenté depuis 1994 à Broadway, Walt Disney Theatrical Productions a décidé d'adapter La Petite Sirène en comédie musicale. Les séances d'essais ont eu lieu du 26 juillet au 9 septembre 2007 au Ellie Caulkins Opera House à Denver. Les avant-premières à Broadway au Lunt-Fontanne Theatre ont eu lieu du 3 au 10 novembre 2007 mais ont dû être arrêtées à cause d'une grève des machinistes sur tout Broadway. Elles ont repris le 28 novembre 2007 à la fin de la grève. La date de la première officielle a d'abord été annoncée pour le 6 décembre 2007 pour finalement être repoussée au 10 janvier 2008, en présence de Jodi Benson, voix originale d'Ariel dans le film d'animation Disney, ainsi que Pat Carroll, qui y doublait Ursula.
C'est avec la comédie musicale La Petite Sirène que Francesca Zombella fait ses débuts à Broadway dans la mise en scène. George Tsypin, le décorateur, a également fait ses débuts dans la comédie musicale à Broadway avec ce spectacle. C'est lui qui a notamment réalisé le design de l'Opéra Bastille à Paris. Le chorégraphe, lui, avait déjà travaillé avec Disney dans le domaine des comédies musicales avec Mary Poppins dans le West End londonien.
Pour aider les comédies, danseurs et chanteurs à donner l'impression d'être sous l'eau sur scène, ils ont été munis de chaussures à roulettes pour les parties sous l'eau. Les décors ont été faits de manière à rendre la scène vivante dans un univers fantaisiste sous-marin : ils sont très translucides, très lumineux et brillants, avec des formes rondes et abstraites de manière à rendre cet univers réel.
Le succès est moyen même si les critiques sont plutôt bonnes, et le spectacle s'arrête le 30 août 2009 après 685 représentations et 50 avant-premières.
Le 16 mai 2012, Stage Entertainment et Disney annoncent la production de deux versions de La Petite Sirène, l'une débutant le 16 juin à Rotterdam et l'autre le 6 octobre en Russie. Ces versions internationales présenteront une version modifiée du spectacle, la version russe étant jouée par une troupe locale dans une salle de la Place Pouchkine.
Le 10 novembre 2016, en raison de ventes anticipées records, les représentations de la comédie musicale La Petite Sirène au Paramount Theatre d'Aurora prévue du 23 novembre 2016 au 8 janvier 2017 sont prolongées d'une semaine jusqu'au 15 janvier 2017,.

## L'histoire
Acte I
Prince Eric et son équipage sont à bord de leur navire et discutent de la légende des ondins supposés vivre dans les fonds marins. Mais ils doivent retourner au palais pour célébrer le futur couronnement d’Eric en tant que roi quand soudain il entend une voix magnifique qui le guide aveuglément (Fathoms Below).
Sur le plancher de l’océan, au Royaume des ondins, la sorcière Ursula prépare un coup d’état accompagnée des filles de Triton (Daughters of Triton). La plus jeune, Ariel, n’est pas là pour son solo et le concert est interrompu. Ariel, fascinée par le monde d’en haut, nage et cherche des nouvelles fourchettes pour sa collection d’objets d’humains (The World Above et Human Stuff).
Pendant ce temps, Ursula prépare la guerre contre son frère le roi Triton. Elle a été bannie du rayonne à cause de sa magie noire (I Want the Good Times Back).
Quand Ariel rentre, son père la réprimande car il ne veut pas que sa fille visite la surface près du monde des humains, qui pour lui, ne sont rien d’autre que des « sauvages mangeurs de poissons ». Ariel se réfugie chez son ami le crabe Sébastien (Part of Your World). C’est là qu’Ariel aperçoit le bateau d’Eric au dessus d’elle. Mais une tempête s’abat sur l’équipage et Eric tombe à l’eau. Ariel va le sauver de la noyade et le mener sur la plage. Elle tombe alors amoureuse de lui (Part of Your World (Reprise)).
À son retour, tout le monde se rend compte qu’elle est tombée amoureuse (She's in Love). Sur terre, Eric décide de partir à la recherche de celle qui l’a sauvé mais il n’a aucun indice sauf le souvenir de sa voix (Her Voice). Sebastian craque et révèle à Triton que sa fille a sauvé un humain. Triton confronte Ariel (The World Above (Reprise)), et avec son trident détruit sa collection d’objets d’humains. Sebastian essaye de réconforter Ariel en lui montrant toutes les richesses dont regorge l’océan (Under the Sea), mais elle se sent trahie par son ami et le laisse là. Sur son chemin, elle est arrêtée et recrutée pour aider Ursula (Sweet Child).
Ursula, lui propose un pacte : la transformer en humaine pendant 3 jours pour retrouver Eric et obtenir de lui un baiser d’amour vrai. Elle sera alors humaine à vie. Si elle échoue, son âme appartiendra à Ursula à vie. Mais pour cela elle doit lui offrir sa voix, qu’elle enferme dans un coquillage scellé (Poor Unfortunate Souls). Ariel accepte et elle se transforme aussitôt en humaine et nage jusqu’à la surface.
Acte II
Ariel doit s’habituer à son nouveau corps (Positoovity). Lorsqu'elle essaye de parler à Eric, sa voix est éteinte. Elle essaye celui dire qui elle est en vain. Eric l’amène au palace où elle sera lavée et habillée et tout le monde se demande pourquoi le prince s’attache à une telle créature (Beyond My Wildest Dreams). Le chef du palace leur cuisine un grand repas de fête avec du poisson  (Les Poissons/Les Poissons (Reprise)).
Eric apprend à Ariel à danser (One Step Closer). Pendant ce temps, Ursula, avide de pouvoir, trépigne (I Want the Good Times Back (Reprise)). Eric amène Ariel au lagon et les amis de l’ocean créent une atmosphère romantique afin qu’Eric embrasse Ariel (Kiss the Girl). Mais un incident survient et il échoue (Sweet Child (Reprise)). À la fin du deuxième jour, Eric ne sait toujours pas qu’Ariel est celle qui l’a sauvé. Elle aimerait tout lui raconter. Lui, la cherche toujours alors qu’elle est sous ses yeux (If Only (Quartet)). Sebastian, qui assiste à toute la scène, retourne à la mer pour raconter à Triton le pacte entre Ariel est Ursula.
Un concours de chant est organisé au palais pour qu’Eric puisse enfin retrouver celle qui l’a sauvé et qu’il veut épouser (The Contest). Ariel y participe et Eric la choisit, mais Ursula arrive et exige qu’Ariel lui revienne avant le coucher du soleil. Le roi Triton arrive et veut prendre la place d’Ariel pour la sauver. Ursula lui rit au nez et s’auto-proclame Reine (Poor Unfortunate Souls (Reprise)). Une bataille éclate dans laquelle Ariel récupère le coquillage et sa voix. Ursula perd alors tout son pouvoir et est engloutie dans les abysses alors que Triton remonte sur le trône.
Eric demande la main d’Ariel à Triton qui lui dit que c’est à elle de décider. Triton dit alors au revoir à sa fille (If Only (Reprise)). En l’honneur de sa fille, il déclare la paix entre humains et ondins. Ariel et Eric se marient et partent en voyage sur la mer (Finale).

## Fiche technique
- Production : Walt Disney Theatrical Productions
- Réalisation : Thomas Schumacher
- Musique : Alan Menken
- Paroles : Howard Ashman et Glenn Slater
- Livret : Doug Wright
- Décors : George Tsypin
- Costumes : Tatiana Noginova
- Lumières : Natasha Katz
- Son : John Shivers
- Coiffures : David Brian Brown
- Maquillage : Angelina Avallone
- Projection et vidéo : Sven Ortel
- Arrangements de la danse : David Chase
- Coordination de la musique : Michael Keller
- Directeur aérien : Rick Sordelet
- Casting : Tara Rubin Casting
- Assistant metteur en scène : Todd Lacy
- Assistant réalisateur : Brian Hill
- Assistant chorégraphe : Tara Young
- Directeur technique : David Benken
- Supervision de la production : Clifford Schwartz
- Attaché de presse : Boneau/Bryan-Brown
- Orchestration : Danny Troob
- Directeur musical, environnements sonores et arrangements vocaux : Michael Kosarin
- Chorégraphies : Stephen Mear
- Mise en scène : Francesca Zambello

## Distributions

### Distribution originale
- Ariel : Sierra Boggess
- Ursula : Sherie Rene Scott (en)
- Roi Triton : Norm Lewis
- Prince Éric : Sean Palmer (en)
- Sébastien : Tituss Burgess
- Polochon : Trevor Braun / Brian D'Addario (bande originale) / Cody Hanford / J. J. Singleton
- Eurêka : Eddie Korbich (en)
- Flotsam : Tyler Maynard (en)
- Jetsam : Derrick Baskin (en)
- Grimsby : Jonathan Freeman
- Chef Louis : John Treacy Egan (en)
- Carlotta : Heidi Blickstaff

### Distribution finale
- Ariel : Chelsea Morgan Stock
- Ursula : Faith Prince
- Roi Triton : Norm Lewis
- Prince Éric : Drew Seeley
- Sébastien : Rogelio Douglas Jr.
- Polochon : Major Curda / Brian D'Addario
- Eurêka : Eddie Korbich
- Flotsam : Tyler Maynard
- Jetsam : Eric LaJuan Summers
- Grimsby : Jonathan Freeman
- Chef Louis : Robert Creighton
- Carlotta : Meredith Ingelsby

### Historique des remplacements à Broadway
- Eric LaJuan Summers remplace Derrick Baskin dans le rôle de Jetsam le 4 novembre 2008.
- Robert Creighton remplace John Treacy Egan dans le rôle du Chef Louis le 4 novembre 2008.
- Rogelio Douglas Jr. remplace Tituss Burgess dans le rôle de Sébastien le 9 décembre 2008.
- Heidi Blickenstaff remplace Sherie Rene Scott dans le rôle d'Ursula le 27 janvier 2009.
- Jimmy Smagula remplace Robert Creighton dans le rôle du Chef Louis le 10 mars 2009.
- Faith Prince remplace Heidi Blickenstaff dans le rôle d'Ursula le 7 avril 2009.
- Robert Creighton reprend le rôle du Chef Louis le 5 mai 2009.
- Chelsea Morgan Stock remplace Sierra Boggess dans le rôle d'Ariel le 2 juin 2009.
- Drew Seeley remplace Sean Palmer dans le rôle du Prince Éric le 9 juin 2009.
- Major Curda remplace Trevor Braun dans le rôle de Polochon le 30 juin 2009.

## Numéros musicaux

### Acte I
1. "Overture" - Ouverture - Instrumental
2. "Fathoms Below" - Dans Les Profondeurs De L'Océan - Interprétée par le Prince Éric, Grimsby, le capitaine, les marins et Ariel †
3. "Daughters Of Triton" - Filles Du Roi Triton - Interprétée par les sœurs d'Ariel et Sébastien *
4. "The World Above" - Le Monde D'Au-Dessus - Interprétée par Ariel
5. "Human Stuff" - Truc Humain - Interprétée par Eurêka, les goélands et Ariel
6. "I Want The Good Times Back" - Je Veux Que Les Beaux Jours Reviennent - Interprétée par Ursula, Flotsam et Jetsam
7. "Part Of Your World" - Partir là-bas* - Interprétée par Ariel *
8. "Storm At Sea" - Tempête En Mer - Interprétée par le Prince Éric, Grimsby, le capitaine, les marins, Ariel et Eurêka
9. "Part Of Your World (Reprise)" - Partir Là-Bas (Reprise) - Interprétée par Ariel et Eurêka *
10. "She'S In Love" - Elle Est Amoureuse -Interprétée par les sœurs d'Ariel et Polochon
11. "Her Voice" - Sa Voix - Interprétée par le Prince Éric
12. "The World Above (Reprise)" - Le Monde D'Au-Dessus (Reprise) - Interprétée par le Roi Triton et Ariel
13. "Under The Sea" - Sous l'océan - Interprétée par Sébastien et les créatures des mers *
14. "Under The Sea (Reprise)" - Sous L'Océan (Reprise) - Interprétée par Sébastien et les créatures des mers *
15. "Sweet Child" - Douce Enfant - Interprétée par Flotsam, Jetsam et Ariel
16. "Poor Unfortunate Sools" - Pauvres Âmes En Perdition - Interprétée par Ursula et Ariel *

### Acte II
1. "Positoovity" - Positif En Tous Points - Interprétée par Eurêka, les goélands et Sébastien
2. "Beyond My Wildest Dreams" - Au-Delà Mes Rêves Les Plus Fous - Interprétée par Ariel, les domestiques et Carlotta
3. "Les Poissons" - Les Poissons - Interprétée par le Chef Louis *
4. "Les Poissons (Reprise)" - Les Poissons (Reprise) - Interprétée par le Chef Louis et les chefs
5. "One Step Closer" - Un Pas De Plus - Interprétée par le Prince Éric
6. "I Want The Good Times Back (Reprise)" - Je Veux Que Les Beaux Jours Reviennent (Reprise) - Interprétée par Ursula, Flotsam et Jetsam
7. "Kiss The Girl" - Embrasse-La - Interprétée par Sébastien, les animaux et le Prince Éric *
8. "Sweet Child (Reprise)" - Douce Enfant (Reprise) - Interprétée par Flotsam et Jetsam
9. "If Only (Quartet)" - Si Seulement (Quatuor) - Interprétée par Ariel, le Prince Éric, Sébastien et le Roi Triton
10. "The Contest" - Le Concours - Interprétée par les princesses, Grimsby et le Prince Éric
11. "Poor Unfortunate Sools (Reprise)" - Pauvres Âmes En Perdition (Reprise) - Interprétée par Ursula et le Roi Triton
12. "If Only (Reprise)" - Si Seulement (Reprise) - Interprétée par le Roi Triton et Ariel
13. "Finale" - Final - Interprétée par Ariel, le Prince Éric et le reste de la troupe †

Musique d'Alan Menken
* Paroles de Howard Ashman
† Paroles de Howard Ashman et Glenn Slater
Toutes les autres paroles sont de Glenn Slater.
Note : les chansons « Where I Belong » - Où J'Appartient interprétée par le Prince Éric et « Her Voice (Reprise) » - Sa Voix (Reprise) interprétée par Ursula ont été supprimées après les séances d'essai à Denver.

## Différences avec le film

### Scénario
- La séquence de la course poursuite avec le requin qui introduisait Ariel et Polochon dans l'histoire originale a été supprimée et remplacée par "The World Above" - Le Monde D'Au-Dessus.
- Le coquillage magique d'Ursula a été complètement inventé et remplace la fonction de son collier dans le film, qui n'a pas disparu mais a simplement perdu sa fonction.
- Dans la comédie musicale (comme dans de plus anciennes versions du film et dans le remake de 2023), Ursula est la sœur du Roi Triton et la tante paternelle d’Ariel.
- Lors de la mort de leur père, Poseidon, Ursula et Triton ont hérité au pouvoir de manière égale : Ursula a hérité de son coquillage magique et Triton de son trident. Chacun s'est vu donner la charge de la moitié des océans, jusqu'à ce qu'elle use de magie noire pour essayer de maîtriser Triton et la totalité des océans. Cela lui a valu d'être bannie du royaume, ce qui explique qu'elle veuille prendre sa revanche. Ce passage de l'histoire n'apparait évidemment pas du tout dans le film.
- La chanson "Under The Sea" - Sous l'océan a été déplacée juste après que Triton détruise la caverne d'Ariel ainsi que tous les objets humains qu'elle contenait.
- Le coquillage magique sert à Ursula à espionner les gens, ce n'est donc plus les yeux de Flotsam et Jetsam comme dans le film.
- Max, le chien du Prince Éric, a complètement disparu.
- L'alter égo d'Ursula, Vanessa, a également été complètement supprimé. À sa place lors de la scène finale du bateau, un concours est organisé pour qu'Éric trouve la voix qu'il cherche tant parmi plusieurs princesses.
- Ariel ne reçoit à nouveau sa voix qu'après avoir été retransformée en sirène.
- Dans le film, Flotsam et Jetsam sont tués par Ursula elle-même qui, voulant visé le Prince Éric avec son trident, est tirée par Ariel et touche ses deux anguilles adorées. Dans la comédie musicale, elles disparaissent après qu'Ariel s'empare du coquillage magique d'Ursula. Leur sort est inconnu.
- Ursula meurt simplement car son coquillage magique est cassé, la rendre géante et tuée par une pointe de bateau aurait été trop compliqué à retranscrire sur scène.

### Numéros musicaux
Les numéros musicaux suivant ont été écrits spécialement pour la comédie musicale et n'apparaissent donc pas dans le film, même si l'on peut reconnaître quelques airs qui peuvent y être présents :
- "The World Above" - Le Monde D'Au-Dessus - Interprétée par Ariel
- "Human Stuff" - Truc Humain - Interprétée par Eurêka, les goélands et Ariel
- "I Want The Good Times Back" - Je Veux Que Les Beaux Jours Reviennent - Interprétée par Ursula, Flotsam et Jetsam
- "She'S In Love" - Elle Est Amoureuse -Interprétée par les sœurs d'Ariel et Polochon
- "Her Voice" - Sa Voix - Interprétée par le Prince Éric
- "The World Above (Reprise)" - Le Monde D'Au-Dessus (Reprise) - Interprétée par le Roi Triton et Ariel
- "Sweet Child" - Douce Enfant - Interprétée par Flotsam, Jetsam et Ariel
- "Positoovity" - Positif En Tous Points - Interprétée par Eurêka, les goélands et Sébastien
- "Beyond My Wildest Dreams" - Au-Delà Mes Rêves Les Plus Fous - Interprétée par Ariel, les domestiques et Carlotta
- "One Step Closer" - Un Pas De Plus - Interprétée par le Prince Éric
- "I Want The Good Times Back (Reprise)" - Je Veux Que Les Beaux Jours Reviennent (Reprise) - Interprétée par Ursula, Flotsam et Jetsam
- "Sweet Child (Reprise)" - Douce Enfant (Reprise) - Interprétée par Flotsam et Jetsam
- "If Only (Quartet)" - Si Seulement (Quatuor) - Interprétée par Ariel, le Prince Éric, Sébastien et le Roi Triton
- "The Contest" - Le Concours - Interprétée par les princesses, Grimsby et le Prince Éric
- "If Only (Reprise)" - Si Seulement (Reprise) - Interprétée par le Roi Triton et Ariel

À noter que les chansons suivantes ont été doublées et qu'elles comportent plus ou moins des paroles/mélodies différentes :
- "Under The Sea (Reprise)" - Sous L'Océan (Reprise) - Interprétée par Sébastien et les créatures des mers
- "Les Poissons (Reprise)" - Les Poissons (Reprise) - Interprétée par le Chef Louis et les chefs
- "Poor Unfortunate Sools (Reprise)" - Pauvres Âmes En Perdition (Reprise) - Interprétée par Ursula et le Roi Triton
- "Finale" - Final - Interprétée par Ariel, le Prince Éric et le reste de la troupe †